# Atletiek op de Paralympische Zomerspelen 2024 - Kogelstoten vrouwen F34
Het Kogelstoten voor vrouwen klasse F34 op de Paralympische Zomerspelen 2024 vond plaats op 3 september in het Stade de France. Deze klasse is voor atletes met cerebrale parese die voornamelijk beperkingen hebben aan hun benen, maar minimale beperkingen of controleproblemen in hun armen en romp. De winnares van 2020 was Lijuan Zou uit China. die in 2024 haar titel wist te prolongeren, het zilver was voor de Poolse Lucyna Kornobys en de Marokkaanse Saida Amoudi won de bronzen medaille.

## Records
Voorafgaand aan het toernooi waren dit het wereldrecord en het Paralympisch record.
| Wereldrecord        | China Lijuan Zou | 9.25 | Parijs | 12 juli 2023     |
| Paralympisch record | China Lijuan Zou | 9.19 | Tokio  | 31 augustus 2021 |

## Uitslag
| Rang   | Atleet                     | Atleet | #1   | #2   | #3   | #4   | #5   | #6   | Resultaat | Bijz. |
| ------ | -------------------------- | ------ | ---- | ---- | ---- | ---- | ---- | ---- | --------- | ----- |
| Goud   | Lijuan Zou                 | CHN    | 8.95 | 8.91 | 8.95 | 8.76 | 9.14 | 8.79 | 9.14      | SB    |
| Zilver | Lucyna Kornobys            | POL    | 7.84 | 8.25 | 8.33 | 8.19 | 8.09 | 8.32 | 8.33      | SB    |
| Brons  | Saida Amoudi               | MAR    | 7.67 | 7.69 | 7.43 | 7.71 | 7.62 | 7.80 | 7.80      | SB    |
| 4      | Caiyun Zuo                 | CHN    | 6.99 | 7.32 | 7.24 | 7.31 | 7.51 | 7.52 | 7.52      | PB    |
| 5      | Bhagyashri Mahavrao Jadhav | IND    | 7.05 | 7.23 | 6.42 | 6.90 | 7.00 | 7.28 | 7.28      |       |
| 6      | Charleen Kosche            | GER    | 7.22 | 6.71 | 7.21 | 7.18 | 7.19 | 7.20 | 7.22      |       |
| 7      | Sawsen Ben Mbarek          | TUN    | 6.93 | 6.74 | 6.85 | 6.82 | 6.67 | 6.93 | 6.93      |       |
| 8      | Sarah Aljumaah             | KSA    | 6.36 | 6.66 | 6.47 | 6.72 | 6.28 | 6.65 | 6.72      | PB    |
| 9      | Dayna Crees                | AUS    | 6.25 | 6.12 | 6.14 | 6.30 | 6.27 | 6.05 | 6.30      | PB    |